# Marquinhos (Fußballspieler, 1952)
1. WEITERLEITUNG Marco Aurélio Moreira